# Эройка-Карденас
Эройка-Ка́рденас (исп. Heroica Cárdenas), официально Ка́рденас (исп. Cárdenas) — город в Мексике, в штате Табаско, входит в состав муниципалитета Карденас и является его административным центром. Численность населения, по данным переписи 2020 года, составила 80 454 человека.

## Топонимика
Название Cárdenas дано в честь исследователя этих земель и основателя города — доктора Хосе Эдуардо де Карденаса, а Heroica с испанского — Героический, дано в знак героической обороны от французских оккупантов.

## История
22 апреля 1797 года, по указу губернатора штата Табаско Мигеля де Кастро Араоса о межевании земель у ранчо Сан-Антонио-Рио-Секо, доктор Хосе Эдуардо де Карденас провёл замеры и описание местности, заложив основу поселения Сан-Антонио-де-Лос-Наранхос.
2 января 1851 года поселение получило статус вилья, а название изменено на Сан-Антонио-де-Карденас, в память об основателе.
В 1868 году декретом Конгресса штата поселение получило статус «Героический», в награду за патриотические действия во время защиты государства от французских оккупантов, и стало называться Эройка-Карденас.
16 сентября 1910 года поселение было повышено до статуса города.

## География
Город расположен в 45 км к западу от столицы штата, города Вильяэрмоса, на пересечении федеральных трасс 180 и 186, и является важным транспортным узлом в Юго-Восточном регионе страны.

## Население
| Год  | Численность | Численность |
| ---- | ----------- | ----------- |
| 2000 | 78 637      | [ 9 ]       |
| 2005 | 79 875      | [ 10 ]      |
| 2010 | 91 558      | [ 11 ]      |
| 2020 | 80 454      | [ 2 ]       |